# Saint-Jacques (stanice metra v Paříži)

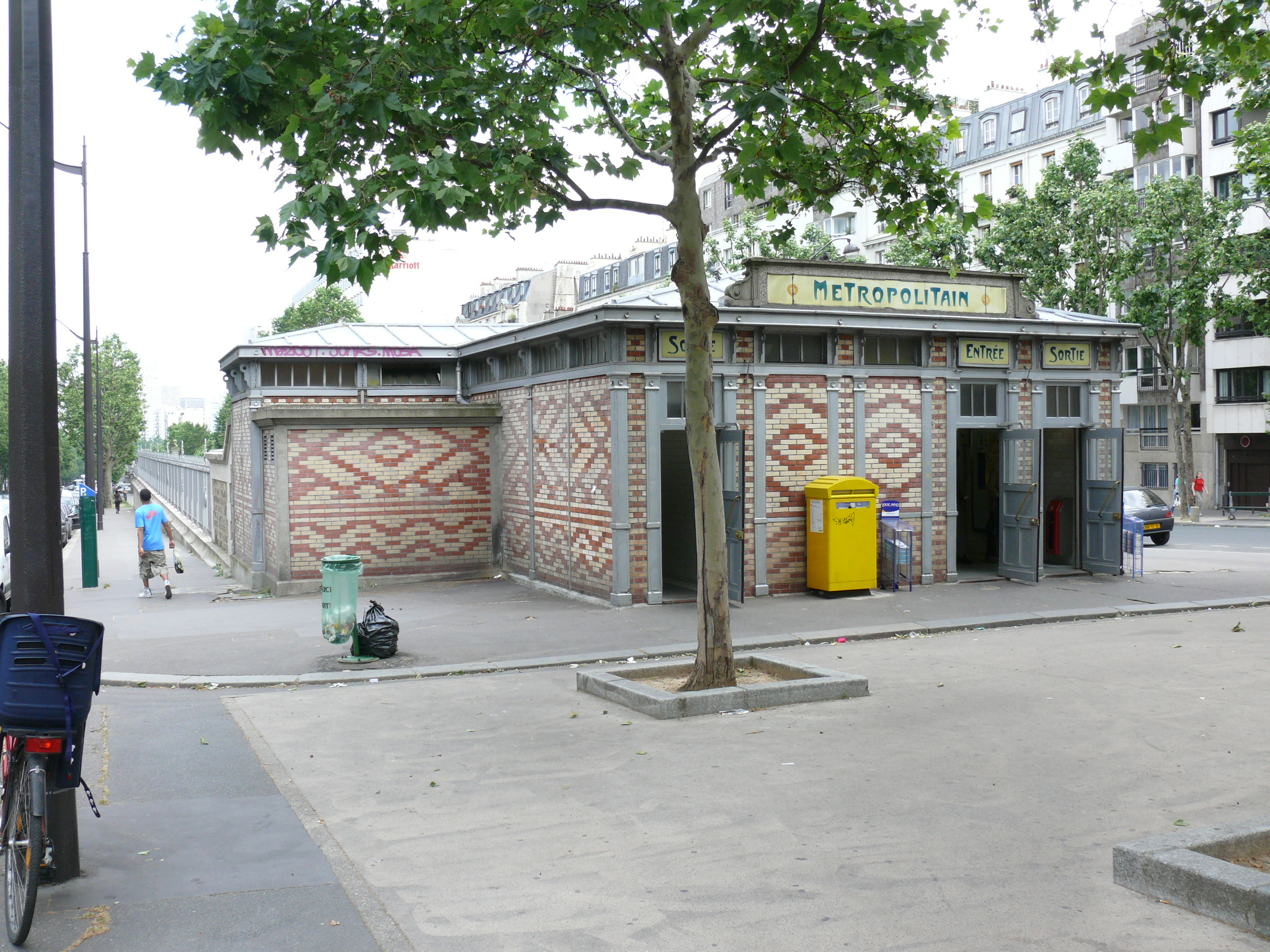
Vstup do stanice

Saint-Jacques je nepřestupní pozemní stanice pařížského metra na lince 6 ve 14. obvodu v Paříži. Nachází se na úrovni vozovky na Boulevardu Saint-Jacques na křižovatce s ulicemi Rue du Faubourg Saint-Jacques a Rue de la Tombe Issoire. Hned za stanicí směrem na Charles de Gaulle – Étoile se trať noří do podzemí. V opačném směru pozvolna vyjíždí na viadukt.

## Historie
Stanice byla otevřena 24. dubna 1906 při zprovoznění úseku Passy ↔ Place d'Italie. V roce 1903 se oddělil od linky 1 úsek počínaje stanicí Étoile a vznikla nová linka 2 Sud (2 Jih), též nazývána Circulaire Sud (Jižní okruh). Tato linka byla právě 24. dubna 1906 rozšířena od stanice Passy po Place d'Italie. 14. října 1907 byla linka 2 Sud zrušena a připojená k lince 5. Dne 12. října 1942 byl celý úsek Étoile ↔ Place d'Italie, a tedy i stanice Saint-Jacques, opět odpojen od linky 5 a spojen s linkou 6, která tak získala dnešní podobu.

## Název
Jméno stanice znamená svatý Jakub a bylo odvozeno od názvů několika zdejších ulic. Rue Saint-Jacques je prastarou silnicí z ještě římského období, která vedla z Lutetie na jih do Orléans (tehdy Genabum) a nazývala se via Superior. Stala se ústřední ulicí tehdejšího města Lutèce, které se nacházelo zhruba na území dnešní Latinské čtvrtě.
Dnešní název se objevuje již kolem roku 1230 podle poutníků, kteří od kostela Saint-Jacques-de-la-Boucherie (dnešní Věž Saint-Jacques) procházeli ulicí na svatojakubskou pouť do Santiaga de Compostely. Rue Saint-Jacques začíná na nábřeží Seiny a pokračuje jako Rue du Faubourg Saint-Jacques.

## Vstupy
Stanice má pouze jeden vchod.